# Kal, Hrastnik
Kal este o localitate din comuna Hrastnik, Slovenia, cu o populație de 41 de locuitori.